# Legislaturas de la Comunidad Valenciana
Las legislaturas en la Comunidad Valenciana poseen una duración de 4 años efectivos, que es el tiempo que se encuentra entre dos elecciones.

## Lista de legislaturas de España
- (1978-1982): Legislatura preautonómica del País Valenciano, inicio del proceso autonómico valenciano.
- (1982-1983): Legislatura de transición de la Comunidad Valenciana, tras la aprobación y entrada en vigor del Estatuto de autonomía.
- (1983-1987): I Legislatura de la Comunidad Valenciana, tras las elecciones a las Cortes Valencianas de 1983.
- (1987-1991): II Legislatura de la Comunidad Valenciana, tras las elecciones a las Cortes Valencianas de 1987.
- (1991-1995): III Legislatura de la Comunidad Valenciana, tras las elecciones a las Cortes Valencianas de 1991.
- (1995-1999): IV Legislatura de la Comunidad Valenciana, tras las elecciones a las Cortes Valencianas de 1995.
- (1999-2003): V Legislatura de la Comunidad Valenciana, tras las elecciones a las Cortes Valencianas de 1999.
- (2003-2007): VI Legislatura de la Comunidad Valenciana, tras las elecciones a las Cortes Valencianas de 2003.
- (2007-2011): VII Legislatura de la Comunidad Valenciana, tras las elecciones a las Cortes Valencianas de 2007.
- (2011-2015): VIII Legislatura de la Comunidad Valenciana, tras las elecciones a las Cortes Valencianas de 2011.
- (2015-2019): IX Legislatura de la Comunidad Valenciana, tras las elecciones a las Cortes Valencianas de 2015.
- (2019-2023): X Legislatura de la Comunidad Valenciana, tras las elecciones a las Cortes Valencianas de 2019.
- (2023-2027): XI Legislatura de la Comunidad Valenciana, tras las elecciones a las Cortes Valencianas de 2023.